# 장천석
서평도공 장천석(西平悼公 張天錫, 346년 ~ 406년, 재위 : 363년 ~ 376년)은 중국 오호십육국 시대 전량의 제9대이자 마지막 군주로, 자는 공순하(公純嘏), 후에 순하(純嘏), 아명은 독활(獨活)이며, 양주 안정군 오지현(烏氏縣) 사람이다.

## 생애
장천석은 장준(張駿)의 막내 아들로 346년에 태어났다. 354년에 형 장조(張祚)에 의해 장녕후(長寧侯)에 책봉되었으며, 361년에는 중령군(中領軍)에 임명되었다. 그러나 같이 정권을 장악한 장옹이 포악하였기 때문에 장천석은 반정을 일으켜 장옹을 자살하게 하고 스스로 정권을 잡았다. 363년에 장흠(張欽)이 장천석을 죽이려다 실패하자 장천석은 장현정을 살해하고 스스로 즉위하였다.
장천석은 366년에 전진(前秦)으로부터 독립하고 동진(東晉)의 종주권을 받들었다. 또한 세력 확대를 시도하여 367년, 반독립적인 세력인 이엄(李儼)이 다스리는 농서(隴西) 지방을 공격하였다. 그러나 이엄이 전진에 항복하였기 때문에 전진의 구원군과 싸워 패배하였으며, 왕맹(王猛)과 평화 협정을 맺고 귀환하였다.
전연(前燕)을 멸망시킨 전진이 371년에 전량을 공격해오자 장천석은 전진에 복속하여 속국이 되었다. 장천석은 주색에 빠져 국정을 돌보지 않았으며 후계자 문제로 전량 국정이 혼란에 빠졌다. 이에 376년, 부견은 전량을 공격하여 멸망시켰으며 장천석과 전량 왕족들은 포로로 장안(長安)에 끌려갔다. 장천석은 귀의후(歸義侯)에 봉해졌다.
383년, 비수대전(淝水大戰)에 참전했던 장천석은 전진군이 패주하는 틈을 타서 동진에 항복하였으며 동진 조정은 장천석을 산기상시(散騎常侍)에 임명하였다. 동진에서 살다가 398년에 사망하였으며 도공(悼公)이라는 시호를 받았다.
| 전임 조카 충왕 장현정 | 제9대 전량의 군주 363년 ~ 376년 | 후임 (전량 멸망) (10년 후) 아들 장대예 |